# Ōtori Keisuke

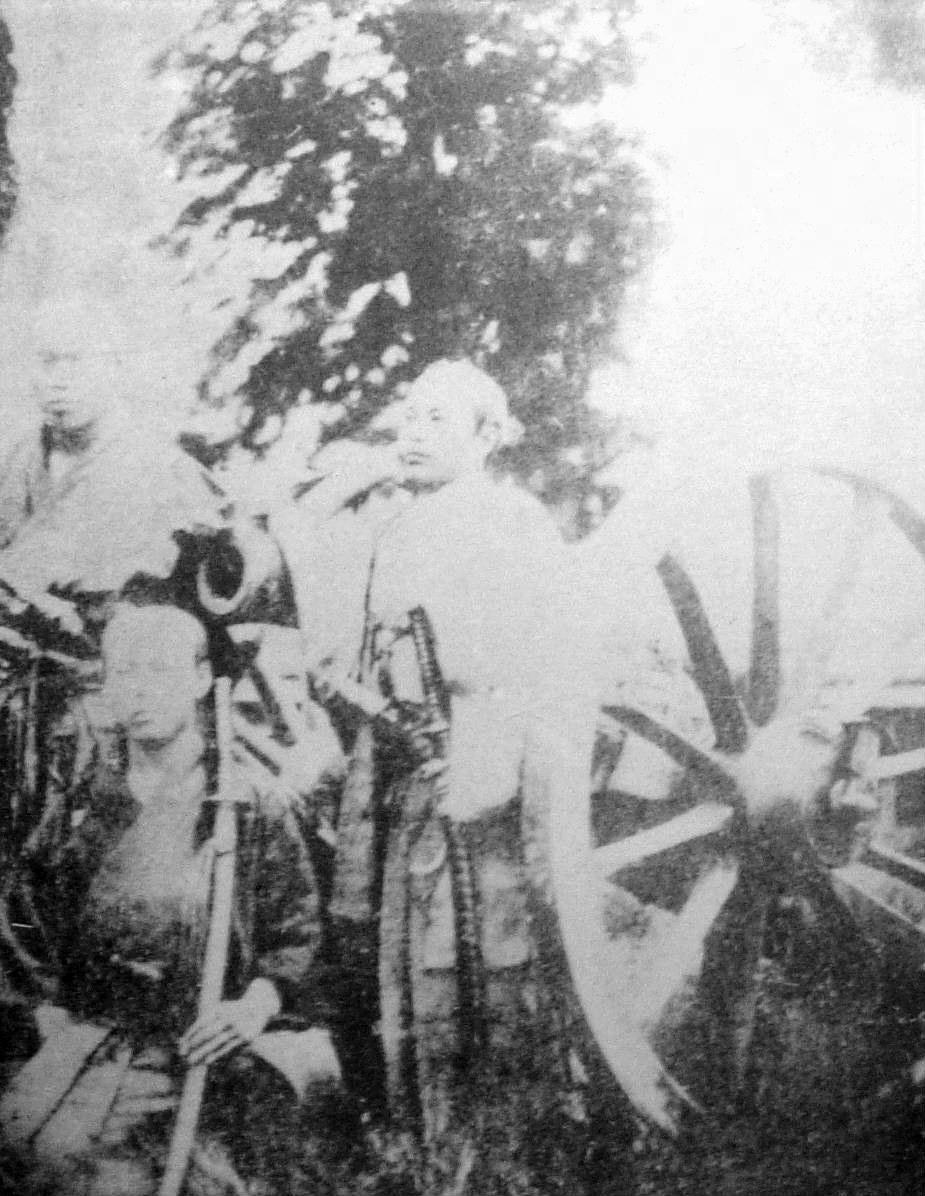
Ōtori Keisuke trong chiến tranh Boshin (chính giữa).

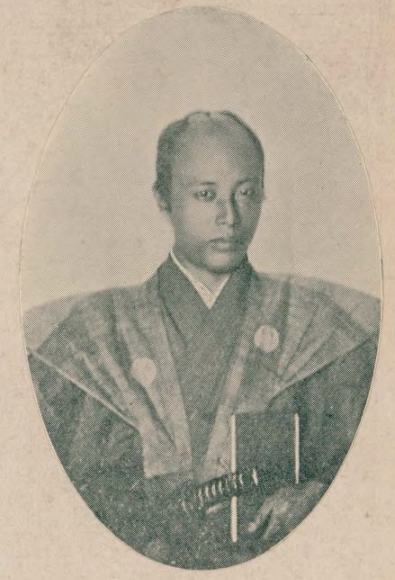
Ōtori Keisuke thời Bakumatsu.

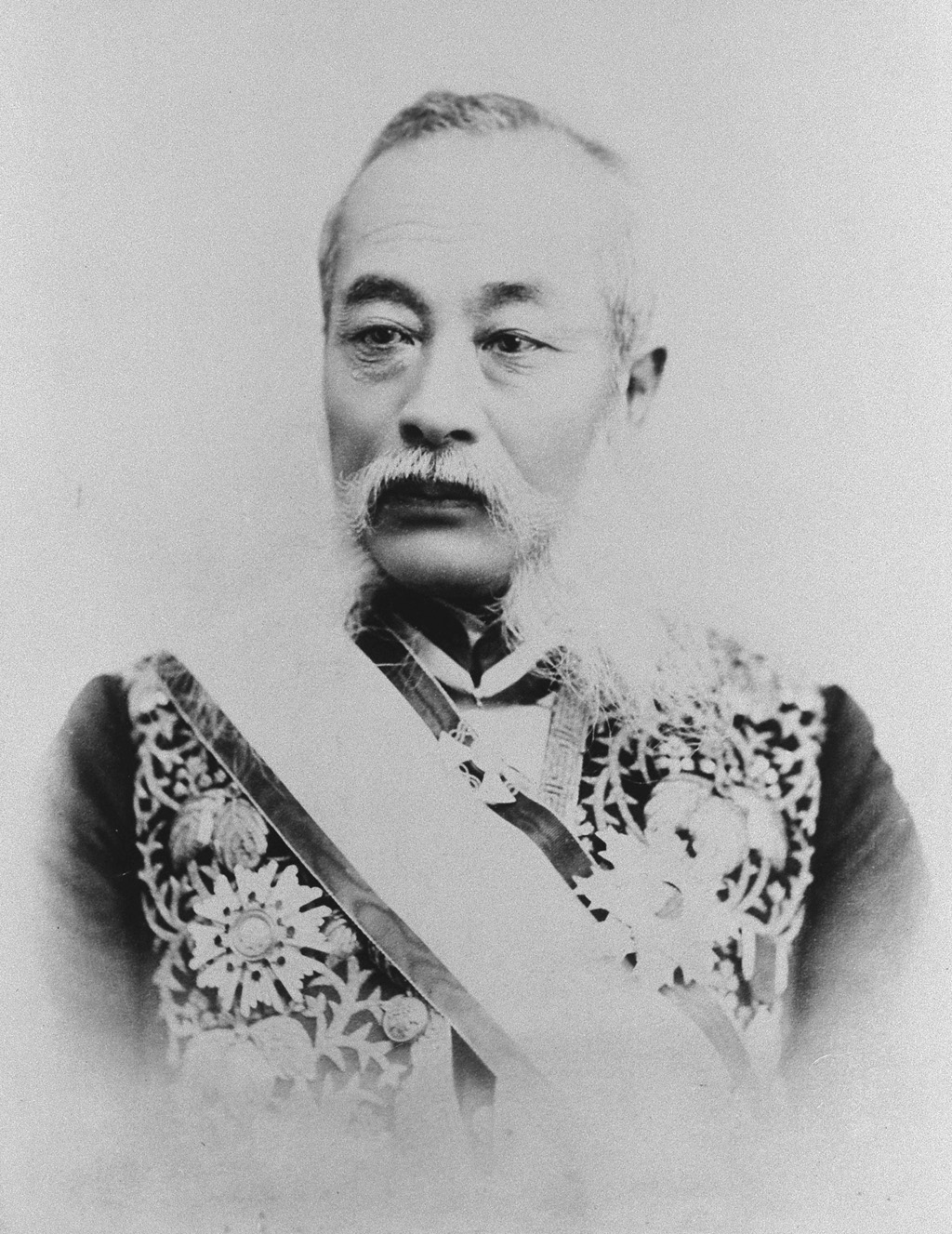
Ōtori Keisuke lúc về già

Ōtori Keisuke (大鳥 圭介 (Đại Điểu Khuê Giới) 14 tháng 4 năm 1833–15 tháng 6 năm 1911) là một nhà lãnh đạo quân sự và nhà ngoại giao Nhật Bản.

## Tiểu sử

### Xuất thân và giáo dục
Ōtori Keisuke chào đời tại làng Akamatsu, phiên Akō xứ Harima (nay là tỉnh Hyōgo), con trai của y sĩ Kobayashi Naosuke. Khi còn trẻ, ông vào trường Shizutani ở Bizen, theo học Hán học, và tiếp tục học hỏi tiếng Hà Lan và y học tại trường rangaku nổi tiếng của Ogata Kōan. Học thêm ở Edo, nơi Ōtori đến học tại trường của Tsuboi Tadamasu, được biết đến với việc hướng dẫn các học viên tham gia nghiên cứu và dịch tiếng Hà Lan. Khi còn ở Edo, ông cũng nhận được sự giáo dục từ Egawa Tarōzaemon về chiến lược quân sự, và học tiếng Anh với Nakahama Manjirō, do đó sở hữu sự am hiểu lớn về văn hóa phương Tây một cách thấu đáo hiếm có, đối với thời đại của ông. Kết quả là vào năm 1859, Mạc phủ Tokugawa đã bổ nhiệm ông làm người hướng dẫn cho viện Kaiseijo, và kể từ đó Ōtori gia nhập quân đội Mạc phủ.

### Thời kỳ trong quân ngũ
Sau khi gia nhập quân đội Tokugawa, Ōtori thể hiện lời hứa khi còn là một cậu học trò, nhanh chóng trở thành người hướng dẫn cấp cao về chiến thuật bộ binh. Sau một thời gian là môn đệ của Jules Brunet ở Yokohama, học hỏi các chi tiết cụ thể về chiến thuật bộ binh của Pháp, ông được thăng cấp lên chức Bộ binh Phụng hành (歩兵奉行 Hohei bugyō), cấp bậc tương đương với tướng bốn sao trong quân đội phương Tây hiện đại.
Ōtori đã sử dụng địa vị của mình như một học giả Tây học được kính trọng nhằm thực hiện một bước khá bất ngờ là đưa ra đề xuất về cải cách chính phủ cho Shōgun. Năm 1864, ông đưa ra một bản kiến nghị bày tỏ quan điểm của mình về lợi ích của cơ quan lập pháp lưỡng viện đối với chính quyền. Trên cương vị của mình trong quân đội, Ōtori thành lập một lữ đoàn tinh nhuệ mang tên Truyền tập đội (伝習隊 Denshūtai), phỏng theo lời khuyên của các chiến lược gia gắn bó với phái bộ quân sự Pháp tại Nhật Bản năm 1867–1868. Bao gồm 800 người, các thành viên của Denshūtai được chọn dựa trên năng lực hơn là xuất thân; một vấn đề tâm huyết đặc biệt đối với Ōtori vì ông vẫn lưu tâm đến thân thế tương đối khiêm tốn của mình.

### Chiến tranh Boshin
Sau thất bại quân sự trong trận Toba–Fushimi vào đầu năm 1868, Tướng quân Tokugawa Yoshinobu trở về Edo và bày tỏ sự cân nhắc nghiêm túc đối với việc cam kết trung thành với chính phủ Minh Trị mới. Ōtori và Oguri Tadamasa không có ý định hạ vũ khí mà không tham chiến, và thể hiện ý định tiếp tục cuộc chiến nhưng, sau khi thành Edo đầu hàng, Ōtori đã tập hợp 500 binh sĩ quân Mạc phủ tại chùa Hō'on-ji ở Asakusa, và rời khỏi Edo. Vừa đặt chân đến Ichikawa ông kết hợp cùng với Hijikata Toshizō của nhóm Shinsengumi, Akizuki Tōnosuke phiên Aizu, Tatsumi Naofumi phiên Kuwana, và những người khác, mở rộng lực lượng của mình lên 2.000 người. Chia bộ binh thành ba nhóm, ông ra lệnh cho họ tấn công. Một đơn vị đã hành quân về phía Nikkō, đánh bại một đội quân triều đình trên đường đến Koyama ở tỉnh Shimotsuke. Toán quân tách ra dưới quyền của Hijikata cũng đánh bại một đạo quan quân tại thành Utsunomiya, và tiến vào thành bằng con đường Koyama. Thế nhưng, sau cùng đối với Ōtori Keisuke, từ nay về sau sẽ không còn chiến thắng quân sự nào nữa.
Khi đến thủ phủ phiên Wakamatsu, binh lính dưới quyền Ōtori sắp đặt kiểu vừa đánh vừa lui trong lúc phòng thủ các hướng tiếp cận phía tây đến Aizu. Trong quá trình tìm kiếm quân tiếp viện, Ōtori bị khước từ khi kiến nghị Matsudaira Katamori tập hợp nông dân từ các làng xung quanh và, dù vẫn tiếp tục ở lại vùng lân cận Wakamatsu một thời gian, nhưng cuối cùng đã buộc phải rút lui khi đối mặt với sự tiến công dữ dội của quan quân, đang trên đường đến Sendai. Tại đây, ông có dịp gặp Enomoto Takeaki, vừa đến vịnh Matsushima cùng sáu tàu chiến của cựu Mạc phủ. Sau khi lên tàu, toàn thể lực lượng tiến thẳng đến Hakodate, Hokkaidō.
Ngay sau đó, Cộng hòa Ezo được thành lập, và kết quả của nỗ lực bầu cử dân chủ đầu tiên mà Nhật Bản từng chứng kiến, Ōtori được bầu làm Bộ trưởng Lục quân. Tuy nhiên, về kinh nghiệm chiến trường, Ōtori là chuyên gia về lý thuyết; trong khi cấp phó của ông là Hijikata Toshizō có kinh nghiệm chiến đấu hơn nhiều, và sự vụng về của Ōtori, cũng như xu hướng cười và nói Mata maketa yo! ("Ồ, tôi lại thua nữa rồi!") khi đối mặt với thất bại đã để lại tiếng xấu cho quân của ông.
Trong trận Hakodate khi quan quân bao vây pháo đài Goryōkaku, Enomoto Takeaki muốn ra ngoài thành chiến đấu đến chết; tuy nhiên, chính Ōtori là người đã đề nghị một sự đầu hàng trong hòa bình, làm thay đổi suy nghĩ của Enomoto với câu nói "Nếu anh muốn cái chết, anh có thể làm điều đó bất cứ lúc nào."
Ōtori bị bắt và chuyển đến nhà tù ở Tokyo;  một tòa nhà mà trớ trêu thay, ông đã tự xây dựng thành doanh trại bộ binh Ōdaira-mae.

### Cuối đời
Trong thời gian ở tù, Ōtori tiếp tục sử dụng kiến thức Tây học của mình để phục vụ lợi ích của bạn tù. Một giai thoại kể lại rằng trong thời gian bị giam cầm, ông không chỉ cải tạo được những thói hư tật xấu của giám đốc nhà tù mà còn lập được hệ thống nghị viện giữa các tù nhân.
Sau khi được phóng thích vào năm 1872, Ōtori đồng ý làm việc trong chính phủ Minh Trị, lần đầu tiên tham gia vào việc cải tạo đất, và sau đó trở thành chủ tịch của Trường Quý tộc Gakushūin vào năm 1886. Năm 1889, Ōtori được cử làm công sứ Nhật Bản tại Trung Quốc thời nhà Thanh và Triều Tiên của vương triều họ Lý. Ông cũng đóng một vai trò quan trọng trong việc mở màn Chiến tranh Trung-Nhật lần thứ nhất.
Ōtori cũng tham gia vào nỗ lực bảo tồn lịch sử. Bắt đầu từ năm 1898, ông đã hỗ trợ việc biên tập và xuất bản tạp chí Kyū Bakufu, tập trung vào việc lưu trữ các hồi ức và tài liệu viết về cựu Mạc phủ của những viên chức từng đứng trong hàng ngũ đó. Ông cũng đóng góp vào việc xây dựng một đài tưởng niệm người chết trận ở Hakodate.
Ōtori Keisuke qua đời vì ung thư thực quản hai tháng sau lần sinh nhật lần thứ 78 của mình.